# Helictopleurus fissicollis
Helictopleurus fissicollis är en skalbaggsart som beskrevs av Leon Fairmaire 1895. Helictopleurus fissicollis ingår i släktet Helictopleurus och familjen bladhorningar.

## Underarter
Arten delas in i följande underarter:
- H. f. morettoi
- H. f. australis